# Бастион (футбольный клуб)
«Бастио́н» — украинский профессиональный футбольный клуб из города Ильичёвск Одесской области. В 2008—2011 годах выступал во Второй лиге Украины (группа «А»).
Матчи проводил на стадионе «Школьный», рассчитанном на 1250 мест.
Цвета формы: красно-черные.

## История
Команда создана в 2005 году.
Чемпион Украины среди любителей 2007.
Чемпион Одессы 2007.
Обладатель Суперкубка Одессы 2008.
Осенью 2011 года клуб подал в ПФЛ Украины заявку на прохождение процедуры аттестования, чтобы получить возможность принять участие во второй лиге чемпионата Украины 2012/13
12 июля 2012 года, за день до начала выступлений среди профессиональных футбольных клубов, илличевский «Бастион» сообщил Администрации ПФЛ о желании прекратить участие в соревнованиях под эгидой ПФЛ и выйти из её состава.

## «Бастион» в чемпионате Украины среди любителей
В 2007 и 2008 годах команда играла в чемпионате Украины среди любителей. В 2007 г. стала его победителем.
| Год    | Этап, группа                 | И  | В  | Н | П | РМ    | О  | Место  |
| ------ | ---------------------------- | -- | -- | - | - | ----- | -- | ------ |
| 2007   | Первый этап, 4 группа        | 8  | 6  | 1 | 1 | 17−9  | 19 | 1 из 5 |
| 2007   | Второй этап, 3 группа        | 2  | 2  | 0 | 0 | 9−4   | 6  | 1 из 3 |
| 2007   | Финальный турнир, группа «А» | 2  | 2  | 0 | 0 | 4−0   | 6  | 1 из 3 |
| 2007   | Матчи за 1-6 места           | 1  | 1  | 0 | 0 | 4−0   | 3  | 1 из 6 |
| 2008   | Первый этап, 5 группа        | 8  | 4  | 1 | 3 | 23−13 | 13 | 3 из 5 |
| 2013   | Групповой этап, 4 группа     | 10 | 7  | 0 | 3 | 15−14 | 21 | 1 из 6 |
| Всего: | 3 турнира                    | 31 | 22 | 2 | 7 | 71−40 | 68 |        |

- Самая крупная победа: 7:0 («Ильич-Осипенко» (Осипенко, Запорожская обл.), 4 июня 2008 года, Осипенко)

Больше всех игр в любительской лиге провели Игорь Павлов, Евгений Гостев и Николай Тараров — по 18. Лучший бомбардир — Ираклий Бурджанадзе (11 мячей).

## «Бастион» в Кубке Украины среди любителей
В сезоне-2007 команда выступала в Кубке Украины среди любителей. На первой же стадии — в 1/8 финала — ильичёвцы по сумме двух встреч (за счёт меньшего количества мячей, забитых на выезде) уступили черкасскому «Ходаку» 0:2 (на выезде) и 3:1 (дома).
| Год  | Этап       | И | В | Н | П | РМ  | О |
| ---- | ---------- | - | - | - | - | --- | - |
| 2007 | 1/8 финала | 2 | 1 | 0 | 1 | 3−3 | 3 |

## «Бастион» в Кубке регионов УЕФА
В сезоне 2008/09 команда играла в Кубке регионов УЕФА. Команда выбыла после отборочного турнира, заняв второе место в группе, уступив румынской «Олтении». Матчи проходили в румынских городах Кьяжна и Могошая.
| Дата             | Соперник     | Результат (авторы голов «Бастиона»)                        |
| ---------------- | ------------ | ---------------------------------------------------------- |
| 22 сентября 2008 | «Яловени»    | 5:1 (Стафиевский, 15, 38. Павлов, 21. Бурджанадзе, 75, 82) |
| 24 сентября 2008 | «Юго-Восток» | 1:1 (Волчков, 45)                                          |
| 26 сентября 2008 | «Олтения»    | 1:2 (Лазарев, 86)                                          |

## «Бастион» в чемпионатах Украины
Первый матч в чемпионатах Украины команда сыграла 20 июля 2008 года в городе Тернополь на местном городском стадионе против тернопольской «Нивы»; хозяева победили 4:1.
| Год     | Лига, группа     | И  | В  | Н  | П  | РМ     | О   | Место   |
| ------- | ---------------- | -- | -- | -- | -- | ------ | --- | ------- |
| 2008/09 | Вторая, группа А | 32 | 16 | 4  | 12 | 36−40  | 52  | 6 из 17 |
| 2009/10 | Вторая, группа А | 20 | 11 | 7  | 2  | 44−20  | 40  | 3 из 11 |
| 2010/11 | Вторая, группа А | 22 | 13 | 4  | 5  | 38−16  | 43  | 4 из 12 |
| Всего:  | 3 турнира        | 74 | 40 | 15 | 19 | 118−76 | 133 |         |

- Самая крупная победа: 6:0 («Верес», 18 сентября 2010 года, Ровно)
- Самое крупное поражение: 0:4 («Еднисть», 4 апреля 2009 года, Ильичёвск)
- Больше всех игр провел Игорь Павлов — 48. Лучший бомбардир — Александр Нечипорук (17 мячей).

## «Бастион» в Кубке Украины
В розыгрышах Кубка Украины (2008/09) «Бастион» провёл 2 игры, в которых одержал 1 победу и один раз проиграл, разница мячей 5—4. Лучшее достижение — выход в 1/32 финала (2008/09, 2009/10).
Первый матч в Кубке команда сыграла 16 июля 2008 года в Бородянке против белоцерковской «Роси» и выиграла его 3:1.
| Год     | Этап                         | И | В | Н | П | РМ  | О |
| ------- | ---------------------------- | - | - | - | - | --- | - |
| 2008/09 | Второй предварительный раунд | 2 | 1 | 0 | 1 | 5−4 | 3 |
| 2009/10 | Второй предварительный раунд | 2 | 1 | 0 | 1 | 2−4 | 3 |
| 2010/11 | Второй предварительный раунд | 1 | 0 | 0 | 1 | 0−1 | 0 |
| Всего:  | 3 турнира                    | 5 | 2 | 0 | 3 | 7−9 | 6 |

- Самая крупная победа: 3:1 («Рось», 16 июля 2008 года, Бородянка)
- Самое крупное поражение: 0:3 («Крымтеплица» Молодёжное, 4 августа 2009 года, Ильичёвск)